# والیو سرا
والیو سرا (به ایتالیایی: Vaglio Serra) یک کومونه در ایتالیا است که در استان آسته واقع شده‌است. والیو سرا ۴٫۶ کیلومتر مربع مساحت و ۲۹۳ نفر جمعیت دارد.